# Штайнталебен
Штайнталебен (нем. Steinthaleben) — община в Германии, в земле Тюрингия. 
Входит в состав района Кифхойзер. Подчиняется управлению Киффхойзер.  Население составляет 477 человек (на 31 декабря 2010 года). Занимает площадь 30,88 км².